# Direction des Affaires civiles et du Sceau
« DACS » redirige ici. Pour la ville de Dax en gascon, voir Dacs.
La direction des Affaires civiles et du Sceau (DACS) est une des directions de l'administration centrale du ministère de la Justice français.

## Histoire
La DACS est la plus ancienne des directions du ministère de la Justice, avec la direction des Affaires criminelles et des Grâces, ayant été constituée dès le début du XIXe siècle.

## Missions
La DACS :
- élabore ou concourt à la rédaction de textes en matière civile et commerciale ;
- participe à la négociation des textes européens relevant de sa compétence ;
- assure la réglementation et la gestion des professions judiciaires et juridiques ;
- joue un rôle de conseil en droit privé auprès des autres administrations publiques ;
- veille à la mise en œuvre de l’entraide civile et commerciale internationale, et est l’autorité centrale en matière de déplacement international d’enfants ;
- exerce les attributions de la Chancellerie en matière de sceau, notamment les demandes de changement de nom.

## Composition
La DACS est composée de :
- trois sous-directions : droit civil, droit économique, professions judiciaires et juridiques ;
- treize bureaux ;
- une section du sceau de France.

En 2017, ses effectifs sont de 169 agents et 52 magistrats de l'ordre judiciaire.

## Liste des directeurs des Affaires civiles et du Sceau
Les directeurs de la DACS ont été successivement :
| Directeur                              | Décret de nomination | Décret de nomination |
| -------------------------------------- | -------------------- | -------------------- |
| Auguste Pierre Irène Gabriel de Dalmas | 15 mars 1848         |                      |
| Pierre-Eugène Greffier                 | 1er mars 1862        |                      |
| Joseph Marie Julien Duvergier          | 15 septembre 1869    | [ a ]                |
| Eugène Jean Marie Raphaël Gonse        | 24 octobre 1882      | [ b ]                |
| Alphonse Bard (d)                      | 23 février 1888      | [ c ]                |
| Charles Falcimaigne (d)                | 16 avril 1892        | [ d ]                |
| Louis Octave La Borde                  | 20 novembre 1894     | [ e ]                |
| Honoré Marie Louis Henri Ditte         | 4 octobre 1900       | [ f ]                |
| Louis Victor Mercier                   | 31 juillet 1901      | [ g ]                |
| Victor Fabre (d)                       | 22 avril 1904        | [ h ]                |
| François Edmond Paillot                | 16 juillet 1904      | [ i ]                |
| Ferdinand Monier (d)                   | 31 mai 1906          | [ j ]                |
| Georges Lecherbonnier (d)              | 19 janvier 1907      | [ k ]                |
| Maurice Deligne                        | 24 mai 1910          | [ l ]                |
| Paul Joseph Boulloche                  | 22 avril 1912        | [ m ]                |
| Hippolyte Gaston Péan                  | 2 novembre 1915      | [ n ]                |
| Jean Baptiste Joseph Coudert           | 23 juillet 1918      | [ o ]                |
| Fernand Constant Bricout               | 11 janvier 1919      | [ p ]                |
| Germain Eucher Léon Fleys              | 30 septembre 1923    | [ q ]                |
| Charles Donat-Guigue (d)               | 20 mai 1926          | [ r ]                |
| Charles Frémicourt                     | 4 février 1928       | [ s ]                |
| Louis Loriot (d)                       | 6 mai 1932           | [ t ]                |
| Pierre Henri André Brack               | 20 novembre 1935     | [ u ]                |
| Armand Camboulives (d)                 | 29 août 1940         | [ v ]                |
| Jean Albert Nectoux (d)                | 23 novembre 1942     | [ w ]                |
| Max Henri Gibert                       | 30 septembre 1944    | [ x ]                |
| Louis Bodard (d)                       | 1er octobre 1944     | [ y ]                |
| Louis Bodard (d)                       | 11 janvier 1945      | [ z ]                |
| Gérard Frèche (d)                      | 11 avril 1951        | [ aa ]               |
| Jean Louis Costa (d)                   | 9 novembre 1954      | [ ab ]               |
| Jacques Siméon (d)                     | 8 octobre 1956       | [ ac ]               |
| Fernand Grévisse (d)                   | 29 février 1960      | [ ad ]               |
| Fernand Joubrel (d)                    | 2 septembre 1964     | [ ae ]               |
| Jacques Baudouin (d)                   | 20 janvier 1971      | [ af ]               |
| Marcel Fautz                           | 22 mars 1976         | [ ag ]               |
| Yves Rocca (d)                         | 28 janvier 1978      | [ ah ]               |
| Renaud Denoix de Saint Marc            | 13 juillet 1979      | [ ai ]               |
| Marco Darmon (d)                       | 15 septembre 1982    | [ aj ]               |
| Pierre Leclercq                        | 2 mars 1984          | [ ak ]               |
| Jean Leonnet (d)                       | 16 janvier 1987      | [ al ]               |
| Christian Roehrich (d)                 | 30 août 1989         | [ am ]               |
| Alexandre Benmakhlouf                  | 24 février 1994      | [ an ]               |
| Francis Cavarroc (d)                   | 22 juin 1995         | [ ao ]               |
| Danielle Thoreau (d)                   | 7 octobre 1999       | [ ap ]               |
| Jean-Louis Gallet (d)                  | 5 décembre 2001      | [ aq ]               |
| Marc Guillaume                         | 1er août 2002        | [ ar ]               |
| Pascale Fombeur (d)                    | 5 juillet 2007       | [ as ]               |
| Laurent Vallée                         | 22 avril 2010        | [ at ]               |
| Carole Champalaune (d)                 | 23 mai 2013          | [ au ]               |
| Thomas Andrieu                         | 2 mars 2017          | [ av ]               |
| Jean-François de Montgolfier (d)       | 25 juin 2019         | [ aw ]               |
| Rémi Decout-Paolini (d)                | 13 juillet 2022      | [ ax ]               |
| Valérie Delnaud (d)                    | 16 juillet 2024      | [ ay ]               |